# اتحاد محمصي القهوة
اتحاد محمصي القهوة يدوياً (المعروفة سابقًا باسم اتحاد محمصي القهوة) شركة تحميص بن بريطانية مملوكة للقطاع الخاص ومقرها في شرق لندن بالمملكة المتحدة. تأسست الشركة في عام 2001 من قبل جيريمي تورز وستيفن ماكاتونيا. كتبت صحيفة كوفي هاوس أن الشركة "تجسد تعريف" الاستقلال "و" التيار الرئيسي" لأنها تعمل وفقًا للمبادئ الحرفية، ولكنها تبيع أيضًا منتجاتها في محلات السوبر ماركت.